# Drypetes oblongifolia
Drypetes oblongifolia é uma espécie de planta do gênero Drypetes e da família Putranjivaceae.
Pode ser encontrada na floresta shola de Kerala, um estado da Índia.
É um hospedeiro para as larvas das espécies de borboletas Appias albina e Appias india.